# 長井あやめ公園
長井あやめ公園（ながいあやめこうえん）は、山形県長井市にある都市公園。日本有数のあやめ園である。なお、本項では同公園で発見された品種である長井古種（長井系）についても説明する。

## 概要
全国的にも貴重な品種″長井古種″や″長井系″をはじめ、500種100万本もの花菖蒲が植栽されている。見頃は毎年6月中旬から7月初旬。名前こそ「あやめ公園」だが、園内に咲くあやめは厳密には花菖蒲である。

## あやめ公園の歴史
- 1910年（明治43年） - 地元横町に住む金田勝見が杉林跡地に野生のあやめ数十株を植え、茶会を開き人を招いたのが始まりと言われる。
- 1912年（明治45年） - 国鉄の誘行を図り、杉林を伐採した空地に花菖蒲を植え、現在の公園の原型が作られた。
- 1930年（昭和5年） - 山形新聞主催の「山形県一投票」で見事一位の栄誉に輝き、園内には記念碑も立てられている。
- 戦時中は食糧難から増産畑になっていたこともあり、その際に園内に植栽されていた花菖蒲を市民が保存した。終戦後に再びその苗を持ち寄り公園の復興へと取り掛かっている。
- 1962年（昭和37年） - 日本花菖蒲協会の会長である、井上清会長・平尾秀一理事長など30余名が来園した際、当時認識されていた「江戸系」「肥後系」「伊勢系」どれにも属さない品種を発見、「長井古種」と命名された。
- 1963年（昭和38年） - 明治神宮より江戸系花菖蒲20種200株を譲り受ける。
- 2010年（平成22年） - 開園100周年を迎える。
- 2021年（令和3年） - 再整備に向けた基本構想を策定[2]。

## 長井古種
長井あやめ公園で発見された品種である。江戸系の古花よりもさらに原種に近く、花の形はノハナショウブにきわめて近い3枚の清楚で小ぶりな花弁からなるものが大半を占める。花色は紫と白が主になり、花茎・草丈は共に長く、葉は剣状で緑の濃い草性をもち、いずれも雨風につよく、露地植えに適している。長井古種として登録されているものは、現在34種となっている。また、以下に挙げる13品種は長井市指定の天然記念物に指定されている。
主な品種の特徴
- 朝日の峰（あさひのみね）雪のような純白の花弁をもつ。
- 郭公鳥（かっこうどり）紫色の花弁に濃紫の脈が入る。肉厚で江戸系に近い。
- 小桜姫（こざくらひめ）平咲きで赤紫色のぼかしが花弁の外側に入る。朝日新聞社出版の「花菖蒲大図譜」（栗林元二郎, 平尾秀一編集、1971年[3]）では江戸系に分類するという。[4]
- 日月（じつげつ）白地に赤藤色のはけ目、花弁の先端が内巻きに咲く。
- 爪紅（つまべに）花弁は白地で、内花被の先端に薄紫色が入る。
- 出羽娘（でわむすめ）濃い朱華色に淡く白の脈が入る、ぬめ地の花弁をもつ。
- 長井小町（ながいこまち）長井古種の代表格。白地に紫色の脈が入っている。
- 長井小紫（ながいこむらさき）ルリ紫紺色で深く吸い込まれそうな風合いをもつ。
- 野川の鷺（のがわのさぎ）長井古種命名第一号。白地の花弁の外側に薄い紫がかかる。
- 三淵の流れ（みふちのながれ）透き通るように淡い桃色の花弁を持つ。
- 藍島（らんじま）紅紫色に白の吹きかけ模様。長井古種としては花がやや大輪。
- 竜の髭（りゅうのひげ）特異な花弁をもつ。明るい紫色に濃紫色の筋が入る。
- 麗人（れいじん）濃赤紫色に存在感のある白い太筋と底白が入る。

### 長井系
長井系と呼ばれる花菖蒲は、片親に長井古種を持ち、古種・江戸系・伊勢系・肥後系との交配で誕生したもの。長井古種に似て、小輪で繁殖力も強いので育てやすい品種。現在24種類が登録されており、それぞれについた名前は公募により決まったものである。

## 入園情報
- 開園時間：あやめまつり期間外は終日（期間中は9:00～18：00）
- 休園日：なし（ただし冬季は積雪のため入園不可能）

## 園内情報
- 水上ステージ
- 東屋
- 水車小屋

### あやめまつり期間中のみ
- 物産館
- 観光ボランティアガイド
- あやめ会館（軽食・休憩）

## 交通アクセス
- 山形鉄道 フラワー長井線 あやめ公園駅より徒歩3分
- 山形蔵王ICから国道348号を利用、車で約60分
- 福島飯坂ICから国道13号を利用、車で約90分